# Lake Gairdner
Lake Gairdner ist ein großer Salzsee im australischen Bundesstaat South Australia. Er gilt als viertgrößter Salzsee Australiens und ist Teil des Lake-Gairdner-Nationalparks.
Der See ist über 160 km lang, bis zu 48 km breit und bedeckt eine Fläche von etwa 4350 km². Seine Salzschicht ist bis zu 1,2 m dick. Der See liegt etwa 150 km nordwestlich von Port Augusta und 450 km nordwestlich von Adelaide. Der See wird gelegentlich auch genutzt, um Geschwindigkeitsrekorde für Landfahrzeuge zu erzielen. 
Der Governor des Bundesstaats South Australia, Richard MacDonnell, gab 1857 dem See seinen Namen in Erinnerung an Gordon Gairdner, einen leitenden Beamten der australischen Abteilung in der Kolonialverwaltung.